# إرماتشي إم بي-339
إرماتشي إم بي-339 (بالإنجليزية: Aermacchi MB-339)‏ هي طائرة تدريب أنتجت في إيطاليا. من صناعة إلينيا إرماتشي. كان أول طيران لها في 12 أغسطس 1976. دخلت الخدمة في 1979، ومازالت في الخدمة حتى الآن. صنع منها 230 طائرة، وسعر الطائرة الواحدة منها هو 8.3 مليون دولار.

## وصلات خارجية
- الموقع الرسمي